# 伙頭福星
《伙頭福星》是一部由于仁泰執導的電影，由元彪、黎明、吳孟達和邵美琪主演。

## 角色人物

### 太平坊
- 波叔（吳孟達飾）：太平坊業主，在其妻子去世後承繼物業，並把物業部份單位租給別人和開大排擋以補家計。雖然租客常不繳租，但波叔與他們的關係依然是非常良好。可是，因為城市發展，波叔的舊樓被大財團收購。但波叔對舊樓的情意結非常深，拒絕賣樓。
- 高天愛（邵美琪飾）：波叔的女兒，志願是成為一名設計師，但事與願違，只能做設計師的助手。最後由富家公子林楓出手相助，成為唐氏集團的一名設計師。（粵語配音：鄭麗麗）
- 鄧大志（元彪飾）：波叔的舅父。一名從北京來的雜技員。功夫和廚藝了得，最後被一家公司挖角，在世界多個地方表演。（粵語配音：鄧榮銾）
- 執鐵罐為生的老婆婆（真名劇中沒有交代，侯煥玲飾）：一名年邁老婆婆，靠執鐵罐為生，也收養了小女兒欣欣。最後在太平坊大火中離世。
- 上海婆（真名劇中沒有交代，方茹飾）：一名多年前從上海來的女人。經常不繳租。是周維祥的母親。
- 周維祥（呂方飾）：一名地產經紀，花名"周圍搶"。常常欠下高利貸，也常常闖禍。（粵語配音：羅君左）
- 標（全名沒有交代，神仙飾）：太平坊租客，因為被逼遷而情緒激動，威脅自殺。最後由鄧大志救回。

### 林家，林氏集團
- 林中原（王羽飾）：香港富商，林氏集團的主席。脾氣古怪固執。多年前為救一名老朋友（其後成為唐氏集團主席）而沒有回家與兒子林楓慶祝生日。當晚，林家發生火災，而林中原的妻子也在火中喪生。其兒子林楓也因為林中原無法回家而恨他。林中原要到最後心臟病發後才與兒子和解。（粵語配音：林保全）
- 林楓（黎明飾）：富商林中原的兒子。多年來與父親關係惡劣，最後林中原一怒之下把林楓逐出家門。林楓被小混混打至昏迷後被波叔帶回太平坊，隨後跟波叔學習廚藝，並與波叔女兒高天愛產生感情。（粵語配音：黃志成）
- 黃如英（顧美華飾）：林楓的母親，在多年前一場大火中逝世。林楓也因為父親林中原沒有回家而對他產生怨恨。
- Raymond（中文名劇中沒有交代，林立三飾）：林中原一名助理。傍友一名。

### 其他人物
- 郭小姐（英文名 Jacqueline。中文全名劇中沒有交代，陳法蓉飾）：一名星探。發現了鄧大志的雜技和廚藝，與他簽約，成為鄧大志的經理人。（粵語配音：何錦華）
- 唐澄（梁家仁飾）：唐氏集團主席。多年前因為欠債而險些送命。最後由林中原救回，但林中原卻因為這樣而未能回家，間接導致其妻子在火中燒死。唐叔其後因感後悔，所以對林中原的古怪脾氣多多忍讓。（粵語配音：周永光）

## 劇情
波叔是太平坊舊樓的業主。多年前承繼由亡妻擁有的太平坊，並把樓裡單位放租別人。租客雖然沒有繳租，但波叔與他們的關係並沒有惡化，與他們的關係彷如一個大家庭一樣。相反，富家子林楓如他爸林中原的關係卻因為仇恨而變得非常冷淡。林楓在他生日當晚與他爸發生口角而離家出走，隨後被小混混搶劫，並被打傷昏迷。波叔最後把昏倒的林楓帶回太平坊療傷。
林楓在太平坊親身體驗到人間有情，並與波叔的女兒高天愛發生感情，但高天愛最後發現林楓的真正身分而感到憤怒。再者，波叔剛從北京抵港的舅父鄧大志因為廚藝和雜技了得，而被一家飲食集團挖角。波叔因覺得被背叛而與大志翻臉。最後，波叔擁有的舊樓也被由林楓父親控制的林氏集團收購。因為波叔不願意賣出樓宇，最後被林氏主席林中原的助理Raymond 聘請黑社會出手來擺平波叔，好讓他簽約。黑社會最後向太平坊放火...

## 外部連結
- 彼此不要羨慕 blog （页面存档备份，存于）
- MSN娛樂上《伙頭福星》的資料（繁體中文）

- 開眼電影網上《伙頭福星》的資料（繁體中文）
- 香港影庫上《伙頭福星》的資料（繁體中文）
- 时光网上《伙頭福星》的資料（简体中文）
- 豆瓣电影上《伙頭福星》的資料 （简体中文）
- 爛番茄上《伙頭福星》的資料（英文）
- 互联网电影数据库（IMDb）上《伙頭福星》的资料（英文）